# Tour de Santa Rosa
La tour de Santa Rosa (en italien,  Torrino di Santa Rosa) est une tour médiévale située située dans les fortifications de Florence, près de la Porte San Frediano à Florence ; elle contient un tabernacolo dédié à la sainte,,,.

## Histoire et description
La tour a été construite lors des travaux de construction du dernier cercle des remparts de la ville (1282-1333).
La tour est située à l'extrémité des murs du [IVe siècle, sur la rive gauche, près du fleuve Arno. Elle était également appelée Torre della Guardia, en référence à sa fonction, ou Torre della Sardigna, c'est-à-dire, des ordures, car dans cette zone, les ordures et les carcasses d'animaux morts étaient abandonnées hors des murs.
Dans un édicule de 1856 se trouve une fresque avec la Pietà avec les saints Jean l'Évangéliste et Marie Madeleine attribuée à Ridolfo del Ghirlandaio (début du XVIe siècle), le seul tableau conservé sous le portique de l'oratoire voisin de Santa Rosa da Viterbo, attaché à l'ancien couvent San Guglielmo, tous deux démolis en 1743.
Dans l'oratoire, les membres de la Compagnie de Santa Rosa se rassemblaient autour de l'image sacrée, à laquelle étaient attribués des pouvoirs miraculeux. Détachée en 1957, la fresque représente une Vierge assise soutenant le corps du Christ descendu de la croix avec à ses côtés saint Jean et sainte Marie Madeleine.